# كهف النهر الجاري
كهف النهر الجاري (بالإنجليزية: Current River Cavern)‏؛ هو كهف يقع في مقاطعة كارتر في الولايات المتحدة.

## السياحة
يعد «كهف النهر الجاري» أحد مواقع الجذب السياحي في مقاطعة كارتر في ولاية ميزوري الأمريكية.